# Денисон, Джордж Энтони
Джордж Энтони Денисон (англ. George Anthony Denison; 11 декабря 1805, Оссингтон, Ноттингемшир — 21 марта 1896) — британский религиозный публицист. Брат политика Джона Ивлина Денисона, епископа Эдуарда Денисона и государственного чиновника Уильяма Томаса Денисона.
Учился в Итонском колледже и в колледже Крайст-Чёрч Оксфордского университета, в 1832 г. был рукоположён в священники Церкви Англии. Служил священником сперва в небольших селениях, затем в известных кафедральных соборах Солсбери (с 1841 г.) и Уэлса (с 1849 г.). В 1851 г. возведён в почётный сан архидиакона Таунтонского, в котором и оставался до конца жизни.
В своих многочисленных публицистических выступлениях, в том числе на страницах издававшегося и сочинявшегося им единолично журнала «The Church and State Review» (1862—1865), Денисон выступал с ультраконсервативных позиций как ярый приверженец ритуализма и противник либеральных тенденций в общественной жизни, религиозной мысли и церковном строительстве. В 1878 г. опубликовал книгу «Записки о моей жизни» (англ. Notes of my life), посмертно (1902) издан том его переписки.